# Alignements du Moulin
Die Alignements du Moulin bei Saint-Just im Département Ille-et-Vilaine am Rande der Bretagne in Frankreich bestehen aus drei megalithischen Steinreihen. Namengebend für die Steinreihe war die benachbarte Mühle Le Moulin de Cojoux. In der Base Mérimée, der Datenbank des französischen Kulturministeriums, in der die Steinreihen als Monument historique klassifiziert sind, werden sie auch als Alignements de Cojoux bezeichnet.

## Beschreibung
Die drei separaten Reihen bestehen aus unterschiedlichen Gesteinen und zeigen daher auch unterschiedliche Färbungen. Die Steinreihen liegen am Rand eines kleinen Bergkammes und erstrecken sich über etwa 400 m. Die nördliche, 115 m lange Reihe wird von 15 Quarzblöcken mit Kristallisationen gebildet. Sie verläuft in Ost-West-Richtung. Die 65 m lange, aus Schieferblöcken bestehende südliche Reihe verläuft nicht genau parallel zur nördlichen Reihe, ist aber ebenfalls in ost-westlich ausgerichtet. Eine dritte Reihe aus fünf Steinen steht rund 100 Meter weiter westlich und verläuft senkrecht zu den beiden anderen. Alle drei nicht mehr vollständigen Reihen aus bis zu drei Meter hohen Menhiren könnten sich an einem Punkt im Westen getroffen haben.
Schon im 19. Jahrhundert wurde die Fundstätte teilweise untersucht. 1953 erforschte Pierre-Roland Giot (1919–2002) die Anlagen um Saint-Just und kam zu dem Schluss, dass es sich um neolithische Bauwerke handelte. 1976 wurden die Steinreihen von  Maurice Gautier, Gilles Leroux und Yannick Lecerf untersucht und restauriert. Die umgestürzten und zum Teil mit Erde bedeckten Menhire wurden wieder aufgerichtet.
Weitere Grabungen in den späten 1980er und frühen 1990er Jahren, geleitet von Maurice Gautier, Gilles Leroux und Jacques Briard, zeigten, dass sich an ihren Fundamenten eine gepflasterte Straße mit verschiedenen Pfostenlöchern befand, so dass die Menhirreihen durch Holzkonstruktionen ergänzt waren. Darunter war auch eine Anordnung aus vier Pfosten. Nutzungsphasen lagen zwischen 4600 und 3700 v. Chr. Während der Bronzezeit wurden Grabanlagen hinzugefügt, darunter eine Steinkiste mit einer runden Einfassung an der nördlichen Reihe. Damals vergruben die Menschen der Bronzezeit am Rande der Steinreihe die Asche eines Toten in einem großen Tongefäß.
Nach einem Brand im September 2009 sind auch die kleineren Steine nicht mehr so stark von der Heidevegetation überwuchert und gut sichtbar.
Die Steinreihen gehören zum Parc des Megalithes de Saint-Just, in dem sich auch die Megalithanlagen Château Bû, Croix Saint-Pierre, die Allée couverte Grotte des Fées de Tréal, Demoiselles Piquées, Four Sarrazin, Croix Madame (ein Komplex liegender Steine) und Le Tribunal befinden.